# Ханна Карттунен
Ханна Карттунен (англ. Hanna Karttunen; 1975, Оулу, Фінляндія) — фінська професійна латиноамериканська танцівниця. Початок хореографічної кар'єри — 1993 рік.

## Біографія
Мистецтво хореографії привернуло Ханну Картунен дуже рано. В 3 роки дівчинка почала займатися балетом. В дитинстві вона не сприймала своє захоплення серйозно, скоріше в ній переважало дитяче бажання носити рожеві пачки і бути балериною. На паркет бального класу вона вперше ступила в 10 років. Свою перевагу вона віддавала латиноамериканській програмі, кажучи, що народилася для неї. 

## Партнери і країни виступів
Найпершим тренером юної Картун був Маркку Сільтала (Markku Siltala). Першим партнером майбутньої зірки латинського танцю став Яако Тойвонен (Jaakko Toivonen), творчий союз представляв на змаганнях рідну Фінляндію. Першим офіційним партнером Ханни в новому статусі став Гейр Бакке (Geir Bakke ), танцюрист з Норвегії. У 1997 році Картун встає з Сандро Каваллини (Sandro Cavallini). Разом з новим партнером вона представлятиме Італії на турнірах. Партнером став Славік Крикливий (Slavik Kryklyvyy) з України.
Травень 2009 - наст. вр . - Віктор да Сільва (ПАР);
Бер 2008 - лютий 2009 - Славік Крикливий (Фінляндія);
Серпня 2004 року - січень 2008 - Віктор да Сільва ( ПАР);
Червень 1999 - червень випуску 2004 - Пол Кіллік (Англія);
Січень 1997 - березень 1999 - Сандро Каваллини (Італія);
Січень 1996 - листопад 1996 - Гейр Бакке (Норвегія);
Січень 1990 - травень 1995 - Яако Тойвонен (Фінляндія).

## Досягнення
Перший помітний результат досягнутий на паркеті «British Open», який відбувся 28 травня 1993 в Блекпулі. Тоді молода пара Картунен і Тойвонен увірвалися у фінал і зайняли 5 місце з латиноамериканської програми. Найвищого результату Ханна в парі з Гейром досягли на турнірі «WDDSC European Professional Latin Championships 1996» у місті Кассель (Німеччина). Тоді дует посів 4 місце. Новий виток у танцювальну кар'єру Ханни Картунен привніс Пол Кіллік (Paul Killick). З ним дівчина уклала партнерство вже в червні 1999 року. Дебютний паркет «US Open» приніс професійним танцюристам 1 місце. Танцівниця виступала з актором Крістофером Паркером (Christopher Parker) і сформований «зірковий» дует отримав величезну глядацьку підтримку. Саме завдяки цьому - дійшов до фіналу і зайняв 2 місце.